# Max Michel (Politiker)
Max Michel (* 22. Oktober 1888 in Frankfurt am Main; † 11. September 1941 in New York City) war ein deutscher Jurist und Volkswirt. Von Oktober 1927 bis März 1933 war er Kulturdezernent der Stadt Frankfurt. Mit der nationalsozialistischen Machtergreifung zum Rücktritt gezwungen und als Jude verfolgt emigrierte er im November 1938 in die USA.

## Leben
Michel entstammte einer jüdischen Familie. Er war ein Sohn des Philologen Ferdinand Michel (1853–1929) und dessen Ehefrau Emma geb. Wertheimer (1863–1940). Er besuchte das Philanthropin und die Musterschule. Von 1906 bis 1909 studierte er Rechtswissenschaften und Volkswirtschaftslehre an den Universitäten Lausanne, München, Berlin und Marburg. 1910 wurde er bei Walther Schücking promoviert mit einer völkerrechtlichen Dissertation über „Die Einverleibung Frankfurts in den preußischen Staat als Fall einer Staatensukzession“. Nach einer Zeit als Gerichtsassessor am Landgericht Frankfurt am Main trat er 1914 in die Stadtverwaltung ein. 
1914 zum Kriegsdienst einberufen, erhielt er 1916 das Eiserne Kreuz II. Klasse verliehen. Am 30. November 1918 wurde er aus dem Kriegsdienst entlassen und kehrte als Kommunalbeamter nach Frankfurt zurück. Dort übernahm er ab 1920 verschiedene Leitungsfunktionen in Sozialbehörden, unter anderem beim Arbeitsamt, beim Wohnungsamt und beim Wohlfahrtsamt. Seit 1925 war er Mitglied der SPD und Stadtverordneter. Die Stadtverordnetenversammlung wählte ihn im Oktober 1927 zum hauptamtlichen Stadtrat unter Oberbürgermeister Ludwig Landmann mit der Verantwortung für das Kultur-, Personal- und Revisionsamt.
Als Kulturdezernent setzte er sich für die Aufführung zeitgenössischer Werke an den Städtischen Bühnen ein, unter anderem von Carl Zuckmayer. Er war verantwortlich für die Gestaltung und internationale Positionierung des Goethejahres 1932. Trotz widriger finanzieller Umstände während der Weltwirtschaftskrise war das Goethejahr für die Stadt Frankfurt ein voller Erfolg. Michel erhielt Auszeichnungen der Stadt Frankfurt, des Freien Deutschen Hochstiftes, der Goethe-Gesellschaft und der Reichsregierung. Zusammen mit dem Schauspielintendanten Alwin Kronacher begründete er 1932 die Römerberg-Festspiele. Michel war Dozent für Arbeitsrecht und Sozialpolitik an der Frankfurter Universität, die im Goethejahr mit seiner Unterstützung den Namen Johann Wolfgang Goethe-Universität Frankfurt am Main erhielt.
Am 13. März 1933, einen Tag nach der Kommunalwahl, bei der die NSDAP in Frankfurt mit 47,9 Prozent der Stimmen stärkste Partei geworden war, wurde Michel zusammen mit anderen SPD-Politikern entlassen. Von 1936 bis 1938 arbeitete er als Referent beim Hilfsverein der deutschen Juden in Berlin. Im Oktober 1938 wanderte er in die USA aus, wohin ihm seine Frau Lotte Johanna geb. Heppner, genannt Loschka (1902–1998), und die 1923 und 1924 geborenen Söhne Franz und Heinz im November 1938 folgten. 1940 bürgerte das Deutsche Reich Michel aus, stellte die Pensionszahlungen ein und beschlagnahmte das auf einem Sperrkonto aufgelaufene Vermögen. Die Familie ließ sich in Whitestone nieder, einem Stadtteil im nördlichen Queens, wo seine Frau eine kleine Pension betrieb, um den Lebensunterhalt der Familie zu bestreiten. Michel starb 1941 in New York.
Seine Frau besuchte nach dem Zweiten Weltkrieg mehrmals Frankfurt, unter anderem als Ehrengast zur Eröffnung der Alten Oper 1981.